# Scouting for Girls
Scouting for Girls — английская поп-рок-группа. Их название произошло от названия руководства для скаутов Scouting for Boys 1908 года. Группа была сформирована в 2005 году тремя друзьями детства из Лондона: Роем Страйдом (вокал, фортепиано и гитара), Грегом Чёрчхаусом (бас-гитара) и Джеймсом Роулендсом (ударные). Они подписали контракт с Epic Records в 2007 году и выпустили свой одноименный дебютный альбом в сентябре того же года, который достиг первого места в UK Albums Chart в 2008 году. На сегодняшний день в Великобритании продано более 1 миллиона копий.
Scouting for Girls работали над вторым альбомом Everybody Wants to Be on TV, который был выпущен в апреле 2010 года и достиг 2-го места в чарте альбомов. Этому предшествовал сингл «This Ain't a Love Song», который две недели занимал 1-е место в UK Singles Chart. Группа выпустила еще пять альбомов: The Light Between Us (2012), Still Thinking About You (2015), The Trouble With Boys (2019), Easy Cover (2021) и их последний студийный альбом The Place We Used to Meet, который вышел в октябре 2023 года.
На сегодняшний день Scouting for Girls достигли восьми синглов в топ-40, продали более 4 миллионов записей в Великобритании и получили более 1 миллиарда прослушиваний по всему миру. Они были номинированы на четыре премии Brit Awards и одну премию Ivor Novello Award.

## Дискография
Смотри статью «Дискография Scouting for Girls» в англ. разделе.
- Scouting for Girls (2007)
- Everybody Wants to Be on TV (2010)
- The Light Between Us (2012)
- Still Thinking About You (2015)
- The Trouble with Boys (2019)
- Easy Cover (2021)
- The Place We Used to Meet (2023)